# Redewendungen aus der griechischen Mythologie
Die folgende Aufstellung der Redewendungen aus der griechischen Mythologie bietet einen Überblick über Wortschöpfungen und Redewendungen, die aus der griechischen Mythologie in den deutschen Sprachgebrauch Einzug hielten.

## A
- Achillesferse: Eine Schwachstelle, eine verwundbare Stelle an einem ansonsten Schwächenlosen (nach dem Heros Achilles).
- Adonis: Ein hübscher junger Mann (nach dem gleichnamigen Geliebten der Aphrodite)
- Äpfel der Atalante: Nach der mythischen Gestalt Atalante. Eine große Kostbarkeit (wie die goldenen Äpfel der Hesperiden, mit denen Atalante im Wettlauf gegen einen Freier abgelenkt wurde, um so zu unterliegen; u. a. bei Heinrich Heine gebraucht).
- Amazone: Ein kriegerisches oder streitsüchtiges Weib, nach dem Volke der Amazonen
- Aphroditische Schönheit (schön wie Aphrodite): Sprichwörtliche Schönheit
- Aphrodisiakum: Ein Mittel zur Steigerung des Liebesempfindens und der Aktivität der Sexualorgane (nach der Göttin Aphrodite).
- Apollinisch-Dionysisch: Ein Begriffspaar bei Friedrich Nietzsche nach Apollo und Dionysos.
- Argusaugen (v. a. in Wendungen, wie „mit Argusaugen ansehen“): Sprichwörtlich für erhöhte Wachsamkeit, der nichts entgeht (nach dem 100äugigen Riesen Argos „Allesseher“).
- Ariadnefaden: Das Hilfsmittel, um sich aus einer schwierigen Lage zu befreien (wie der Faden der Ariadne, mit dessen Hilfe Theseus den Weg aus dem „unentrinnbaren“ Labyrinth des Minotaurus fand).
- Augiasstall: Ein Ort des Schmutzes und der Unordnung, der nach Reinigung und Säuberung „schreit“ (nach den vor Pferdeunrat übertriefenden Stallungen des Augias).

## B
- Jemanden bezirzen: Jemanden durch seinen Liebreiz betören, nach der Zauberin Kirke

## C
- Wie Castor und Pollux: Zwei unzertrennliche Freunde

## D
- Dädalus, kunstfertig wie: Es in etwas – v. a. einem Handwerk – zu vollendeter Meisterschaft gebracht haben (wie der Handwerker Dädalus).
- Damoklesschwert, schwebt über jemandem: Wenn das Damoklesschwert über jemandem schwebt, dann geht sein Glück bald zu Ende.

## E
- Elektrakomplex: Das weibliche Gegenstück zum Ödipuskomplex (nach Elektra, der Tochter des Agamemnon).
- Erisapfel: Der Grund eines Streits, der Anstoß zu einer Auseinandersetzung (nach dem Apfel mit der Aufschrift „der Schönsten“ den Eris, die Göttin der Zwietracht, unter die Göttinnen warf, um einen Streit zwischen ihnen zu entfachen).
- Eulen nach Athen tragen: Etwas Überflüssiges tun, etwas tun, das praktisch bereits erledigt ist (die Eule galt in der Antike als Symbol der Weisheit: diese in die Stadt der Weisheitsgöttin Athene zu tragen, erschien den Zeitgenossen widersinnig, da angenommen wurde, dass dort bereits mehr Weisheit anzutreffen wäre als irgendwo anders)

## G
- Gigant: Ein körperlicher oder leistungsmäßig herausragender Mensch (wie die riesenhaften Giganten). (gigantisch, Gigantomanie)

## H
- Herkulesaufgabe, -arbeit: Eine gewaltige Aufgabe, deren Bewältigung eines großen Mannes – vom Format eines Herkules – bedarf.
- Hesperiden, die Äpfel der: Eine große Kostbarkeit (wie die goldenen Äpfel der Hesperiden).
- Hydra, der Hydra den Kopf abschlagen: Jeder Versuch der Eindämmung/Bekämpfung eines Problems ergibt bloß weitere Probleme.

## I
- Ikarusflug: „Hochmut kommt vor dem Fall“. Jemand will zu hoch hinaus.

## L
- Lemnische Weiber, der Mundgeruch der: Starken Mundgeruch haben (wie die Lemnierinnen, die von Aphrodite mit einem Fluch belegt wurden).
- Lichasdienst: Eine gut gemeinte Leistung, die sich für denjenigen, dem sie erbracht wird, nachteilig auswirkt (nach Lichas, dem Diener des Herakles, der im Glauben, seinem Herrn einen segensreichen Dienst zu erweisen, diesem das vergiftete Hemd des Nessos brachte).

## K
- Kassandraruf: Vergeblich vor etwas warnen, es wird einem nicht geglaubt.
- Kopfgeburt: Eine mühsam entwickelte Idee, nach der Geburt der Athene, die dem Haupte des Zeus entsprang.
- Krösus, reich sein wie: Nach dem lydischen König Krösus, welcher unbeschreiblich reich gewesen sein soll.

## M
- Mentor: Ein älterer, väterlicher Freund (wie Mentor, der sich in der Ilias Odysseus’ Sohn Telemachos annahm).
- Midasberührung: Nach König Midas

## N
- Narzissmus: Selbstverliebtheit, übermäßige Eitelkeit (nach Narziss, der sich in sein eigenes Spiegelbild verliebte und an dieser Liebe zu Grunde ging)
- Nestor: Sprichwörtlicher (Spitz-)Name für den Ältesten oder Weisesten einer Gruppe (nach dem griechischen Heros).
- Nymphomanie: Mannstollheit, der gesteigerte Sexualdrang bei Frauen (nach den liebesgierigen und hingabewilligen Nymphen)

## O
- Ödipuskomplex: Von Sigmund Freud geprägte Bezeichnung für das Verlangen mit einem Elternteil, v. a. der Mutter, eine sexuelle Beziehung einzugehen (nach Ödipus, der unwissentlich seine eigene Mutter Iokaste heiratete). Das Gegenstück zum Ödipuskomplex ist der Elektrakomplex.

## P
- Pandora, die Büchse der: Wenn jemand die Büchse der Pandora öffnet, richtet er mit einer Handlung viel Leid an, er öffnet dem Übel Tür und Tor.
- Priapismus: Eine krankhafte Dauererektion des Penis (nach dem libidinösen Gott Priapos).
- Prokrustesbett: Ein striktes Schema, das schmerzhafte Anpassung nötig macht, oder eine Lösung, die keinem der Betroffenen gerecht wird (nach dem Riesen Prokrustes, der Menschen durch Strecken oder Verstümmelung auf die Größe seines eigenen Bettes brachte).
- Pygmalion: Jemand, der von seinem eigenen Werk übermäßig beeindruckt ist (wie der Bildhauer Pygmalion, der sich in eine von ihm selbst geschaffene Statue verliebte).

## R
- Rhadamanthys, gerecht wie: Sprichwörtlich für „im höchsten Maße gerecht“ (wie der Sohn der Europa, der wegen seines Gerechtigkeitssinns und seiner Weisheit selbst in der Unterwelt zum Richter erhoben wurde – so u. a. bei Friedrich Schiller).

## S
- Satyrismus: Die männliche Nymphomanie, das übermäßige sexuelle Verlangen beim Mann (nach den Satyrn).
- Sisyphosarbeit: Eine anscheinend aussichtslose, weil niemals fertigzustellende Arbeit (nach Sisyphos, der einen Felsblock immer aufs Neue einen steilen Hang hinaufrollen musste).
- Sisyphosfels (Fels, Felsblock des Sisyphos): Eine Bürde, eine schwer zu bewältigende Last.
- Skylla und Charybdis, zwischen: Vor der Wahl zwischen zwei Übeln stehen (wie Odysseus, der zwischen den zwei Ungeheuern Skylla und Charybdis hersegeln musste).
- Sphinx: Eine Person, die rätselumrankt ist und daher viele Fragen aufgibt oder aber sich unverständlich, gleichsam „in Rätseln“ ausdrückt und deswegen nur schwer zu verstehen ist (wie die thebanische Sphinx, die den Vorbeikommenden verzwickte intrikate Rätsel aufgab).
- Symplegaden, zwischen den sein: Von einer großen Gefahr bedroht sein (wie die Argonauten zwischen den Symplegaden-Felsen, die sie zu erdrücken drohten).

## T
- Tantalosfrüchte: Nach Tantalos: eine scheinbar in Reichweite liegende, doch niemals zu gewinnende Verlockung.
- Tantalosqualen: Qualen, die durch das scheinbare In-Reichweite-Sein verlockender Dinge bei gleichzeitiger praktischer Unerreichbarkeit ausgelöst werden.
- Titan: Ein durch seine Leistungen oder Körpergröße hervorragender Mensch (wie die Titanen) (titanisch, Titanic)

## Z
- Zerberus (v. a. in der Wendung „wie ein Zerberus über etwas wachen“): Ein aufmerksamer Wächter, an dem es kein Vorbeikommen gibt (nach dem dreiköpfigen Höllenhund an der Pforte zur Unterwelt).